# Киструсское сельское поселение
Киструсское сельское поселение — муниципальное образование (сельское поселение) в Спасском районе Рязанской области.
Административный центр — село Новый Киструс.

## Население
| 2010 | 2012  | 2013  | 2014  | 2015 | 2016 | 2017 |
| ---- | ----- | ----- | ----- | ---- | ---- | ---- |
| 1226 | ↘1165 | ↘1097 | ↘1038 | ↘991 | ↘949 | ↘943 |
| 2018 | 2019  | 2020  | 2021  |      |      |      |
| →943 | ↘901  | ↗947  | ↗1009 |      |      |      |

## Состав сельского поселения
| № | Населённый пункт | Тип населённого пункта       | Население |
| - | ---------------- | ---------------------------- | --------- |
| 1 | Деревенское      | село                         | ↘280      |
| 2 | Мироновка        | деревня                      | 3         |
| 3 | Новый Киструс    | село, административный центр | ↘625      |
| 4 | Старый Киструс   | село                         | ↘250      |
| 5 | Ужалье           | деревня                      | ↘68       |

## История
Постановлением Правительства Российской Федерации от 15 мая 1999 года Старокиструсский  сельский округ переименован в Киструсский сельский округ.
Киструсское сельское поселение образовано в 2006 г.